# Coprinus sterquilinus
Coprinus sterquilinus (Fr.) Fr., Epicrisis systematis mycologici (Uppsala): 242 (1838) [1836]

## Descrizione della specie
Cappello
4-6 x 2–3 cm quando chiuso, prima ovoidale, po campanulato, infine espanso, striato a raggiera, talvolta fessurato fino al centro; biancastro, poi grigiastro, infine nerastro; fibroso e felpato.
Lamelle
Bianche, poi da rossastre a nere, fitte.
Gambo
8-15 x0,4-0,8 cm, bianco, leggermente scuro verso il cappello, sub-bulboso.
Anello
Quasi alla base, mobile e biancastro.
Carne
Sottile, deliquescente, prima bianca e poi nerastra.

## Microscopia
Sporenerastre in massa, amigdaliformi, lisce, molto grandi, 16–26 x 10–13 µm, con poro germinativo eccentrico.
Basidi32-54 x 13-16 µm, tetrasporici, circondati da 5-8 pseudoparafisi.
Pleurocistidiassenti.
Cheilocistidi35-60 x 18-25 µm, ellissoidali, ovoidali o utriformi.

## Habitat
Cresce ai margini dei boschi, nei giardini, sul letame, in estate-autunno.

## Commestibilità
Senza valore.

## Etimologia
Dal latino sterquilinum = letame, per il suo habitat.

## Sinonimi e binomi obsoleti
- Agaricus oblectus Bolton, Hist. fung. Halifax: tab. 142 (1786)
- Agaricus sterquilinus Fr., Systema mycologicum (Lundae) 1: 388 (1821)
- Coprinus oblectus (Bolton) Fr., Epicrisis systematis mycologici (Uppsala): 243 (1838)